# Josef Herink
Josef Herink, né le 26 décembre 1915 à Prague, mort le 20 aout 1999  à Mnichovo Hradiště, est un médecin et mycologue tchèque.

## Carrière
Josef Herink accomplit ses études de médecine à l'université Charles de Prague avant de pratiquer comme spécialiste en médecine interne à Turnov et à Mnichovo Hradiště, dans le nord de la Bohême. Très actif en mycologie, il est à l'origine, en 1945, du Czechoslovak Mycolgical Club, fondé l'année suivante, et renommé depuis 1993 Czech Scientific Society for Mycology,. De 1947 à ses derniers mois, il participe activement à l'édition de journal scientifique Czech Mycology (anciennement Česká mykologie), dont il est l'un des fondateurs. Il rédige de nombreuses notices biographiques sur des mycologues tchèques. La plupart de ses contributions mycologiques et biographiques sont publiées en tchèque.
Il consacre une grande partie de sa carrière de mycologue à l'étude de son genre favori, Lepiota, mais on lui doit également des travaux sur les genres Agaricus, Armillaria, Cortinarius, Entoloma, Mycena, Omphalina, et sur Helvella gabretae, Xerocomus moravicus, parmi d'autres espèces. Il attache une grande importance à l'utilisation des réactifs chimiques pour la délimitation et l'identification des espèces d'agarics et de bolets. Il a toujours ses réactifs avec lui et les utilise systématiquement pour ses descriptions. Il élabore même des tests chimiques spécifiques sur le lait des lactaires. Il tente de définir des caractères macroscopiques permettant d'identifier les agarics et les bolets sans recourir à la microscopie. Sa grande expérience lui permet de reconnaître de nombreuses espèces sur le terrain, ou lors d'expositions et de conférences. Toute sa vie il récolte des données sur la distribution des macromycètes en Tchécoslovaquie. Ses échantillons d'herbier, conservés au département de mycologie du musée national de Prague, sont accompagnés de descriptions méticuleuses des caractères observés à l'état frais (couleur, odeur, goût, consistance…).
Il s'intéresse aussi à la conservation de la nature, étudie la flore mycologique de plusieurs réserves naturelles. Il est co-auteur du livre rouge de la flore cryptogamique de la Slovaquie et de la République tchèque publié en 1995, où il recense vingt espèces d'agarics et de bolets, illustrées par son frère cadet, le peintre Jan Herink. Il présente de nombreuses conférences à la société de mycologie, non seulement sur les agarics et les bolets, mais aussi sur les champignons vénéneux et sur la conservation de la nature, la dernière, trois mois avant sa mort, sur le genre Clitocybe.
Josef Herink combine sa formation de médecin et sa passion pour les champignons en étudiant les empoisonnements dus aux champignons, leur toxicité et leur traitement, auxquels il consacre son ouvrage le plus connu Poisonings by Fungi (1958), également illustré par son frère.

## Hommages
Plusieurs espèces de champignons sont nommées en son honneur : Agaricus herinkki Wasser, Conocybe herinkii Svrcek, Coprinus herinkii Pilat & Svrcek, Gymnopilus herinkii Antonin & Noordeloos, Sepultaria herinkii Svrcek et Ceriporia herinkii.

### Source
- (en) František Kotlaba et Zdeněk Pouzar, « The decease of Dr. Josef Herink », Czech Mycology, vol. 52, no 1,‎ 1999, p. 93-96